# Хумка Камараш
Велика хумка на Камарашу код Хоргоша је једна је од боље очуваних кургана у Србији. Једна половина се наслања на резерват природе док се друга преорава као део приватне парцеле.